# Євтушенко Марія Андріївна
Марія Андріївна Євтушенко (1916—1972) — Герой Соціалістичної Праці.

## Біографія
Народилася 15 квітня 1916 року в селі Козацьке.
З 1930 року працювала трактористкою на «Універсалі» в колгоспі «Перемога», що в селі Козацьке. Трактор, на якому вона працювала, встановили як музейний експонат на виставці ретротехніки в селі Козацьке.
Пізніше була бригадиром рільничої бригади та помічником бригадира тракторної бригади. 
У 1966 році їй вручено золоту медаль «Серп і молот» та присвоєно звання Героя Соціалістичної Праці з врученням ордена Леніна. 
Померла в 1972 році.

## Нагороди
- Нагороджена званням Герой Соціалістичної Праці з врученням медалі «Серп і молот» та ордена Леніна (1966)[2].